# Hellín
Hellín è un comune spagnolo situato nella comunità autonoma di Castiglia-La Mancia. Si trova a sud est di Albacete nella parte meridionale della Mancia fra le catene prebetiche e la pianura di Murcia. È capoluogo della comarca Campos de Hellín solcata dai due fiumi Segura e Mundo che irrigano poi la pianura di Murcia.

## Storia
Dai resti archeologici si evince che nella zona c'era una presenza umana già nella preistoria, i primi insediamenti furono delle tribù di Iberi, seguiti poi da cartaginesi e Romani. Questi le diedero nome Illunum da cui chiaramente deriva l'attuale toponimo. Con l'invasione dei popoli germanici e la fine dell'impero romano s'installarono nella regione i Visigoti e dal famoso trattato di Teodomiro col quale Visigoti e Arabi, nel frattempo sbarcati in Spagna, fissavano i confini dei rispettivi territori, risulta che Hellin fece parte nel 713 del regno visigoto di Teodomiro.
Nel XV secolo Enrico IV di Castiglia in riconoscimento dei servizi prestati lo donò al suo uomo di fiducia Juan Pacheco, così che Hellin fece parte del marchesato di Villena fino agli inizi del XIX secolo quando furono abolite le signorie. In questo secolo la città fu oggetto di attacchi da parte dei Moreschi che mal sopportavano il dominio dei Cristiani, soffrì anche per le controversie che nacquero fra il marchesato di Villena e la monarchia castigliana. Seguì comunque le sorti della Castiglia senza più alcun protagonismo particolare.
Attualmente l'economia della comarca è basata sulla agricoltura e sul commercio e l'artigianato con qualche piccolo insediamento industriale.

## Monumenti

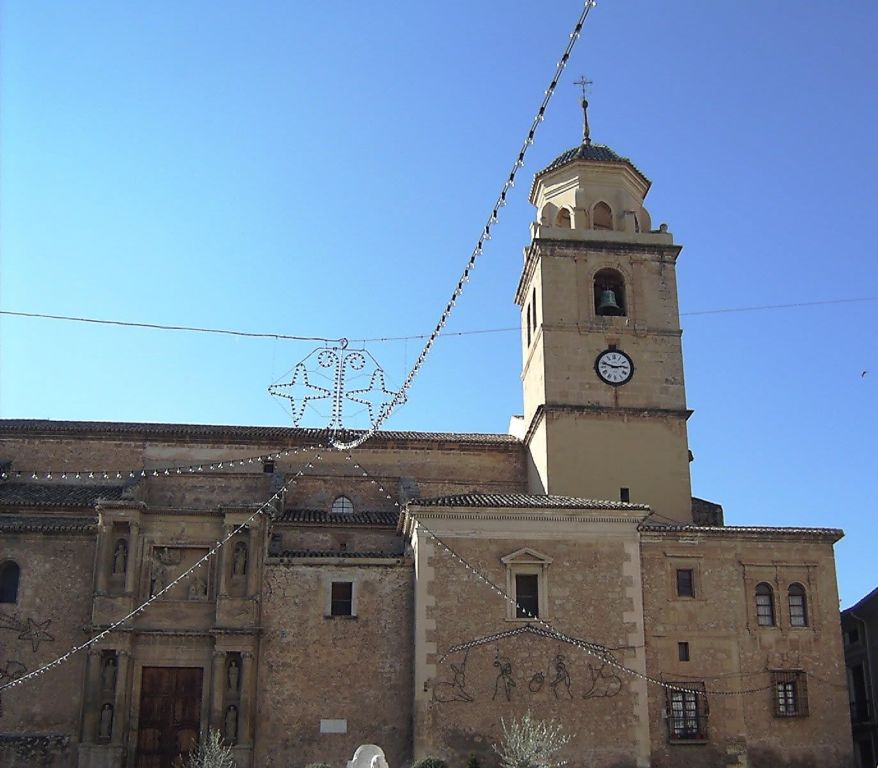
Iglesia de la Asunción

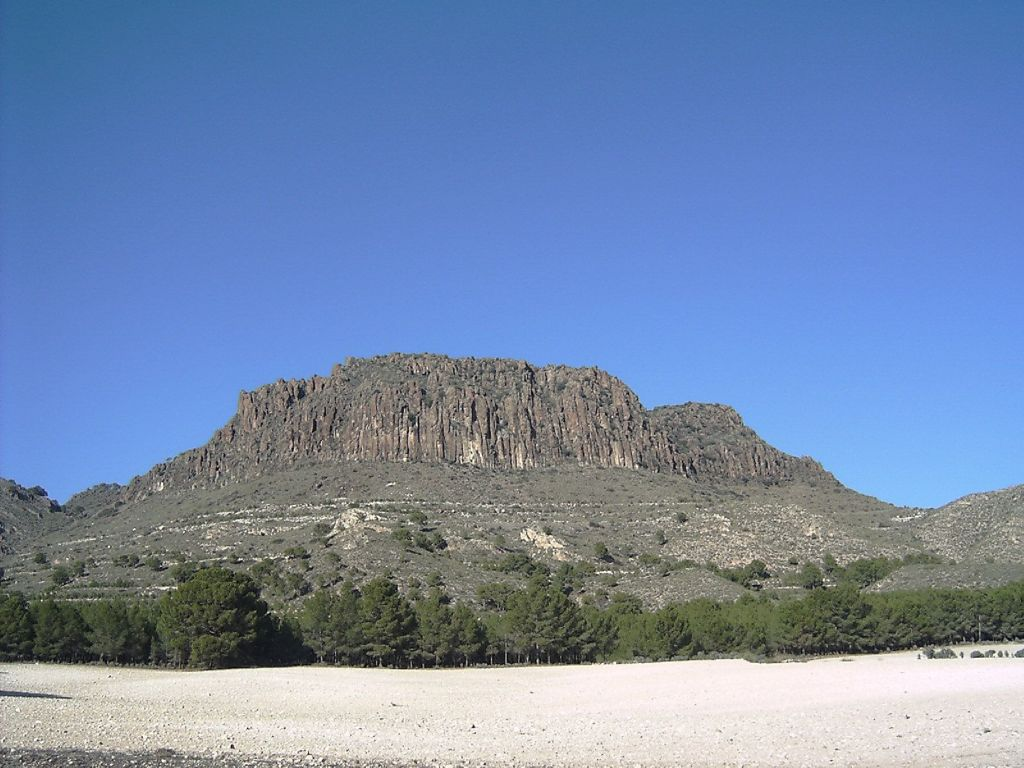
Pitón volcánico de Cancarix

- La chiesa di Santa María de la Asunción fondata nel 1499 poi modifica e restaurata nei secoli successivi: la torre campanaria è del XVII secolo
- Convento de los Padres franciscanos del XVI secolo
- Santuario de Nuestra Señora del Rosario
- Casa de los Salazar
- Casa de los Falcón Morote
- Il Museo Comarcal, allestito in un palazzo di stile modernista.[1]
- Il Museo Taurino Cañamón, fondato nel 1974 da Rafael López Morales conosciuto come "Cañamón".[2]

- Plaza de Toros costruita nel 1860 e restaurata nel 1987: è utilizzata oltre che per le corride, per spettacoli teatrali e concerti.

Nel casco historico (centro storico) oltre alle diverse chiese già citate è interessante il barrio arabo, vecchio quartiere arabo.
Inoltre: 
- Parroquial del sagrado Corazón de Jesús, la Capilla del Colegio de los Padres Terciarios Capuchinos, la Parroquia de San Roque, la Ermita de San Rafael del XVI secolo, il Convento de Clarisas del XVII secolo.

## Dintorni
Nei dintorni della città sono interessanti il complesso archeologico di Tolmo de Minateda e il vulcano Cancarix.

## Festività
Hellín è detta la ciudad del Tambor ("città del tamburo") perché durante le celebrazioni della Settimana Santa si svolge la tamborrada. Si fa risalire questa usanza a quando in città convivevano cristiani e musulmani.
Gli Arabi, a ricordo della battaglia di Sagrajas nel 1086 in cui facendo un gran rumore coi tamburi e con altri oggetti spaventarono e misero in fuga i cristiani, per irridere i cristiani e disturbare le loro celebrazioni della Settimana Santa giravano per la città suonando i tamburi.
Da allora in risposta alla provocazioni i cristiani accompagnarono le processioni della Settimana Santa con i tamburi, usanza che continuò anche quando i Mori erano stati espulsi, finché il clero si lamentò del disturbo arrecato alla processione e dal 1876 i tamburi non parteciparono più alle processioni ma i tamburini girarono suonando per le altre vie delle città. Attualmente la tamborrada si svolge a partire dalla mezzanotte del giovedì Santo e i tamburini vestiti con cappe nere percorrono la città al suono dei tamburi. Alla domenica di Pasqua accompagnano in allegria la gente in festa per la Resurrezione che balla per le strade.

## Amministrazione

### Gemellaggi
- 🇮🇹 Rivello
- Paysandú